# 日本翻訳家協会
日本翻訳家協会（にほんほんやくかきょうかい、英: Japan Society of Translators, JST、仏: Societe Japonaise des Traducteurs）は、日本の学術・文筆家団体。

## 概略
1954年7月、日本ペンクラブの中の「日本文学翻訳委員会」と、鈴木信太郎が議長を務める「外国文学者協会」を母体として設立された。1964年には創立10周年を機に、翻訳者を顕彰する日本翻訳文化賞を、翌年からは出版社を顕彰する日本翻訳出版文化賞を創設。国際翻訳家連盟（FIT）に加盟する日本代表の団体となった。1968年、分裂騒動が起き、1997年まで同名の別の団体が存在した（後述）。
　

## 歴代会長・理事長
《出典：》
- 初代 - 辰野隆（1953年 - 1956年）
- 2代 - 豊田実（1956年 - 1968年）
- 3代 - 高橋健二（1968年 - 1989年）
- 4代 - 佐藤亮一（1989年 - 1995年）
- 5代 - 西山千（1995年 - 2002年）

注：1999年のNPO化後は理事長
- 6代 - 塚越敏（2002年 - 2004年）
- 7代 - 岩淵達治（2004年 - 2010年）
- 8代 - 平野裕[注釈 4]（2010年 - 2023年）
- 9代 - 叶谷渥子[注釈 5]（2024年 - 現任）

## 分裂騒動
1968年、豊田実の長期政権と佐藤亮一の独裁に反発した平松幹夫が、林髞（木々高太郎）を会長に選出し、同名の別団体を設立した。会長が平松幹夫、人見鉄三郎に代わったのち、1997年にこの分派側が解散して分裂騒動が終わった。その間、分派側では日本翻訳文化賞、日本翻訳出版文化賞という同名の賞を出していたため、複雑なこととなった。
現在、この両賞について、協会の公式ウェブサイトにある「歴代受賞作品」の一覧の中には、かつて分派側が授与した受賞者・作品名は含められていない。